# Dan Rose
Daniel T. „Dan“ Rose (* 6. November 1947 in Elmira (New York)) ist ein amerikanischer Musiker des Modern Jazz (Gitarre, auch Komposition).

## Leben und Wirken
Rose erhielt ab dem vierten Lebensjahr Musikunterricht auf dem Klavier; dann kam die Trommel dazu. 1965 wechselte er zur Gitarre und zog nach New York City. In den späten 1960er Jahren lebte er in San Francisco, wo er bei John Reible und Jerry Hahn studierte. 1973 wurde er Mitglied der Band von Paul Bley, mit dem er auch auf Tournee ging und aufnahm. Dort beschäftigte er sich intensiv mit Kompositionen von Carla Bley und Annette Peacock. Während der 1970er Jahre war er in der New Yorker Loft Scene aktiv; vier Jahre lang organisierte die Konzerte der Organisation Free Life Communications (um David Liebman und Richie Beirach), wo er auch auftrat. Dort arbeitete er mit Musikern wie Marty Cook, Monty Waters, Perry Robinson, Mark Whitecage, Badal Roy, Jay Clayton, Keshavan Maslak oder Wilbur Little. Daneben machte er Ballettmusik, bevor er 1979 sein erstes Album präsentiert. Im selben Jahr ging er für zwei Jahre nach Europa, wo er in den Jazzclubs auftrat. Seit 1981 arbeitete er wieder in New York. Zwischen 1993 und 1994 lebte er in Paris und trat auch auf europäischen Jazzfestivals auf. Ab 1996 arbeitete er bis 2001 für Max Roach als Musikproduzent und Toningenieur; daneben organisierte er bis 2008 Jazz at Jennings in Bridgehampton.
Als Komponist oder ausführender Musiker war er an den Filmmusiken zu How to Draw a Bunny, Welcome Home Roscoe Jenkins, Ghost of Girlfriends Past und Valentine's Day beteiligt. Weiter spielte er mit Jean-Jacques Avenel, Marc Johnson, Billy Hart, Thomas Chapin, Arthur Blythe, Rashied Ali, David Eyges, Bruce Ditmas, Tom Malone, Danny Gottlieb, Mark Egan, Tony Perry, Connie Crothers oder John Abercrombie.

## Diskographische Hinweise
- Close Opposites (Alacra 1979; mit Perry Robinson, Mark Whitecage, Mario Pavone, Armen Halburian, John Betsch);
- Conversations (Enja 1992; mit Steve Swallow, John Betsch)
- The Water's Rising (Enaj 1997; mit Peter Madsen, Peter Warren, Victor Lewis)
- Fountains (Artist One Stop 2002, mit Kiyoshi Kitagawa, Ben Riley)[1]
- Claudine François/Dan Rose Oasis (Enja 2012)